# UGC 12591
UGC 12591 ist eine linsenförmige Galaxie im Sternbild Fische. Sie liegt knapp 319 Millionen Lichtjahre von der Milchstraße entfernt in der westlichsten Region des Pisces-Perseus Superclusters, einer langen Kette von Galaxienhaufen, die sich über 250 Millionen Lichtjahre erstreckt, eine der größten bekannten Strukturen im Kosmos.
Die Galaxie und ihr Halo enthalten zusammen das Hundertmilliardenfache der Masse der Sonne und das Vierfache der Masse der Milchstraße. Außerdem wirbelt sie extrem schnell herum und rotiert mit einer Geschwindigkeit von bis zu 1,8 Millionen Kilometern pro Stunde!